# Буадромо, Мателита
Мателита Буадромо (фидж. Matelita Buadromo, род. 15 января 1996, Нарои, Лау, Фиджи) — фиджийская пловчиха, многократный призёр Тихоокеанских игр и чемпионатов Океании по плаванию. Принимала участие в летних Олимпийских играх.

## Биография
Мателита родилась в 1996 году в деревне Нарои на фиджийском острове Моала. Дебют на международных (ещё юниорских) первенствах состоялся в 2006 году. Она принимала участие в ряде соревнований среди стран Океании по плаванию и достигла там следующих результатов:
| Взрослые международные | Взрослые международные        | Взрослые международные            | Взрослые международные                        | Взрослые международные |
| Год                    | Соревнование                  | Город                             | Дисциплина                                    | Результат              |
| ---------------------- | ----------------------------- | --------------------------------- | --------------------------------------------- | ---------------------- |
| 2011                   | Тихоокеанские игры            | Нумеа, Новая Каледония            | Эстафета вольным стилем 4×200 м               | 2                      |
| 2011                   | Тихоокеанские игры            | Нумеа, Новая Каледония            | 4×100 комплексным стилем                      | 2                      |
| 2011                   | Тихоокеанские игры            | Нумеа, Новая Каледония            | 200 м вольным стилем                          | 3                      |
| 2011                   | Тихоокеанские игры            | Нумеа, Новая Каледония            | 50 м брассом                                  | 3                      |
| 2011                   | Тихоокеанские игры            | Нумеа, Новая Каледония            | 100 м брассом                                 | 3                      |
| 2011                   | Тихоокеанские игры            | Нумеа, Новая Каледония            | 200 м брассом                                 | 3                      |
| 2012                   | Чемпионат Океании по плаванию | Нумеа, Новая Каледония            | 200 м вольным стилем                          | 3                      |
| 2015                   | Тихоокеанские игры            | Порт-Морсби, Папуа — Новая Гвинея | 100 м вольным стилем                          | 2                      |
| 2015                   | Тихоокеанские игры            | Порт-Морсби, Папуа — Новая Гвинея | 200 м вольным стилем                          | 2                      |
| 2015                   | Тихоокеанские игры            | Порт-Морсби, Папуа — Новая Гвинея | 400 м вольным стилем                          | 2                      |
| 2015                   | Тихоокеанские игры            | Порт-Морсби, Папуа — Новая Гвинея | 800 м вольным стилем                          | 2                      |
| 2015                   | Тихоокеанские игры            | Порт-Морсби, Папуа — Новая Гвинея | 200 м комплексным стилем                      | 2                      |
| 2015                   | Тихоокеанские игры            | Порт-Морсби, Папуа — Новая Гвинея | 400 м комплексным стилем                      | 2                      |
| 2015                   | Тихоокеанские игры            | Порт-Морсби, Папуа — Новая Гвинея | 3 км в открытой воде                          | 2                      |
| 2015                   | Тихоокеанские игры            | Порт-Морсби, Папуа — Новая Гвинея | 4×100 м вольным стилем                        | 2                      |
| 2015                   | Тихоокеанские игры            | Порт-Морсби, Папуа — Новая Гвинея | 50 м баттерфляем                              | 3                      |
| 2015                   | Тихоокеанские игры            | Порт-Морсби, Папуа — Новая Гвинея | Смешанная эстафета 4×50 м комплексным стилем  | 3                      |
| 2016                   | Чемпионат Океании по плаванию | Сува, Фиджи                       | Смешанная эстафета 4×100 м комплексным стилем | 2                      |
| 2016                   | Чемпионат Океании по плаванию | Сува, Фиджи                       | 4×100 вольным стилем                          | 3                      |
| 2016                   | Чемпионат Океании по плаванию | Сува, Фиджи                       | Смешанная эстафета 4×50 вольным стилем        | 3                      |
| 2019                   | Тихоокеанские игры            | Апиа, Самоа                       | 200 м вольным стилем                          | 1                      |
| 2019                   | Тихоокеанские игры            | Апиа, Самоа                       | 4×100 вольным стилем                          | 1                      |
| 2019                   | Тихоокеанские игры            | Апиа, Самоа                       | 400 м вольным стилем                          | 2                      |
| 2019                   | Тихоокеанские игры            | Апиа, Самоа                       | 200 м комплексным стилем                      | 2                      |
| 2019                   | Тихоокеанские игры            | Апиа, Самоа                       | 4×100 м комплексным стилем                    | 2                      |
| 2019                   | Тихоокеанские игры            | Апиа, Самоа                       | Смешанная эстафета 4×50 м комплексным стилем  | 2                      |
| 2019                   | Тихоокеанские игры            | Апиа, Самоа                       | 100 м вольным стилем                          | 3                      |
| 2019                   | Тихоокеанские игры            | Апиа, Самоа                       | 5 км в открытой воде                          | 3                      |

Также спортсменка принимала участие в Играх Содружества 2014 (Глазго, Шотландия) и 2018 гг. (Голд-Кост, Австралия); Олимпийских играх 2012 г. в Лондоне и 2016 г. в Рио-де-Жанейро; Чемпионатах мира 2011 в Шанхае, Чемпионатах мира 2013 в Барселоне, Чемпионатах мира 2015 в Казани, Чемпионатах мира 2017 в Будапеште.
Спортсменка года и пловчиха года на Фиджи в 2010 году.
Младшая сестра Метилиты, Джоэлин, также занимается плаванием, представляла Фиджи на Южнотихоокенских играх 2003 года.